# Campionati mondiali di canoa/kayak slalom 2017
I Campionati mondiali di canoa/kayak slalom 2017 sono stati la 38ª edizione della manifestazione. Si sono svolti a Pau, in Francia, dal 26 settembre 1 ottobre 2017.

## Medagliere
| Pos.   | Paese         | Oro | Argento | Bronzo | Totale |
| ------ | ------------- | --- | ------- | ------ | ------ |
| 1      | Rep. Ceca     | 3   | 2       | 3      | 8      |
| 2      | Francia       | 2   | 2       | 1      | 5      |
| 3      | Gran Bretagna | 2   | 1       | 0      | 3      |
| 4      | Germania      | 2   | 0       | 2      | 4      |
| 5      | Slovacchia    | 1   | 3       | 1      | 5      |
| 6      | Australia     | 1   | 1       | 1      | 3      |
| 7      | Slovenia      | 1   | 0       | 2      | 3      |
| 8      | Brasile       | 0   | 1       | 1      | 2      |
| 9      | Austria       | 0   | 1       | 0      | 1      |
| 9      | Italia        | 0   | 1       | 0      | 1      |
| 11     | Nuova Zelanda | 0   | 0       | 1      | 1      |
| Totale | Totale        | 12  | 12      | 12     | 36     |

## Podi

### Uomini
| Evento                              | Oro                                                         | Perform. | Argento                                                   | Perform. | Bronzo                                                                  | Perform. |
| Canoa                               |                                                             |          |                                                           |          |                                                                         |          |
| C-1                                 | Benjamin Savšek                                             | 94"81    | Alexander Slafkovský                                      | 96"29    | Michal Martikán                                                         | 98"23    |
| C-1 a squadre                       | Slovacchia Matej Beňuš Alexander Slafkovský Michal Martikán | 95"44    | Gran Bretagna Ryan Westley David Florence Adam Burgess    | 98"44    | Francia Denis Gargaud Chanut Martin Thomas Edern Le Ruyet               | 98"72    |
| C-2                                 | Francia Gauthier Klauss Matthieu Péché                      | 105"30   | Slovacchia Ladislav Škantár Peter Škantár                 | 105"37   | Germania Robert Behling Thomas Becker                                   | 106"15   |
| C-2 a squadre (evento dimostrativo) | Francia Klauss / Péché Scianimanico / Cailhol Picco / Biso  | 104"99   | Germania Behling / Becker Müller / Müller Anton / Benzien | 106"80   | Slovacchia Škantár / Škantár Kučera / Bátik Hochschorner / Hochschorner | 108"16   |
| Kayak                               |                                                             |          |                                                           |          |                                                                         |          |
| K-1                                 | Ondřej Tunka                                                | 91"84    | Vít Přindiš                                               | 91"86    | Peter Kauzer                                                            | 92"13    |
| Extreme K-1                         | Vavřinec Hradilek                                           |          | Boris Neveu                                               |          | Mike Dawson                                                             |          |
| K-1 a squadre                       | Rep. Ceca Jiří Prskavec Ondřej Tunka Vít Přindiš            | 93"06    | Francia Boris Neveu Mathieu Biazizzo Sébastien Combot     | 94"07    | Slovacchia Peter Kauzer Martin Srabotnik Žan Jakše                      | 94"41    |

### Donne
| Evento        | Oro                                                          | Perform. | Argento                                                 | Perform. | Bronzo                                               | Perform. |
| Canoa         |                                                              |          |                                                         |          |                                                      |          |
| C-1           | Mallory Franklin                                             | 109"09   | Tereza Fišerová                                         | 113"21   | Ana Sátila                                           | 114"29   |
| C-1 a squadre | Gran Bretagna Mallory Franklin Kimberley Woods Eilidh Gibson | 117"63   | Australia Jessica Fox Noemie Fox Rosalyn Lawrence       | 119"29   | Rep. Ceca Tereza Fišerová Monika Jančová Eva Říhová  | 122"75   |
| Kayak         |                                                              |          |                                                         |          |                                                      |          |
| K-1           | Jessica Fox                                                  | 97"14    | Jana Dukátová                                           | 101"76   | Ricarda Funk                                         | 102"62   |
| Extreme K-1   | Caroline Trompeter                                           |          | Ana Sátila                                              |          | Amálie Hilgertová                                    |          |
| K-1 a squadre | Germania Jasmin Schornberg Ricarda Funk Lisa Fritsche        | 103.60   | Austria Corinna Kuhnle Lisa Leitner Viktoria Wolffhardt | 103.80   | Australia Jessica Fox Rosalyn Lawrence Kate Eckhardt | 108.44   |

### Misto
| Evento | Oro                                | Perform. | Argento                              | Perform. | Bronzo                               | Perform. |
| Canoa  |                                    |          |                                      |          |                                      |          |
| C-2    | Francia Margaux Henry Yves Prigent | 105.37   | Italia Niccolò Ferrari Stefanie Horn | 106.09   | Rep. Ceca Veronika Vojtová Jan Mašek | 109.06   |